# Grozyashchy (1939)
El destructor Grozyashchy (en ruso: Грозящий, lit. 'Amenazante') fue uno de los destructores de la clase Gnevny (oficialmente conocido como Proyecto 7) construidos para la Armada Soviética a finales de la década de 1930. Completado en 1939, fue asignado a la Flota del Báltico y desempeñó un papel menor en la Guerra de Invierno de 1939-1940 contra los finlandeses. Después del inicio de la invasión alemana de la Unión Soviética (Operación Barbarroja) en junio de 1941, el Grozyashchy participó en la campaña del golfo de Riga y sembró campos de minas en el golfo de Finlandia. Una mina le provocó daños de consideración lo que obligó a someterlo a intensas reparaciones que se prolongaron durante más de un mes. El barco quedó paralizado por las bombas alemanas a finales de septiembre y no estuvo operativo durante casi un año. El Grozyashchy brindó apoyo con fuego de su armamento principal en 1944 para la Ofensiva de Leningrado-Nóvgorod.
El barco estaba programado para ser modernizado en 1952, pero tuvo que ser cancelado al año siguiente porque su mal estado lo hizo antieconómico y luego fue desguazado.

## Diseño y descripción
Después de construir los destructores de clase Leningrado, grandes y costosos de 40 nudos (74 km/h), la Armada soviética buscó la asistencia técnica de Italia para diseñar destructores más pequeños y más baratos. Obtuvieron la licencia de los planos de los destructores italianos de la clase Folgore y, al modificarlos para sus propósitos, sobrecargaron un diseño que ya era algo poco estable.
Los destructores de la clase Gnevnys tenían una eslora total de 112,8 metros, una manga de 10,2 metros y un calado de 4,8 metros a toda carga. Los buques tenían un sobrepeso significativo, casi 200 toneladas más pesados de lo diseñado, desplazando 1612 toneladas con carga estándar y 2039 toneladas a toda carga. Su tripulación constaba de 197 oficiales y marineros en tiempo de paz y 236 en tiempo de guerra.
Los buques contaban con un par de turbinas de vapor con engranajes, cada una impulsaba una hélice, capaz de producir 48,000 caballos de fuerza en el eje (36,000 kW) usando vapor de tres caldera de tubos de agua que estaba destinado a darles una velocidad máxima de 37 nudos (69 km/h). Los diseñadores habían sido conservadores al calificar las turbinas y muchos, pero no todos, los buques excedieron fácilmente su velocidad diseñada durante sus pruebas de mar. Las variaciones en la capacidad de fueloil significaron que el alcance de los destructores de la clase Gnevny variaba entre 1670 y 3145 millas náuticas (3093 a 5825 km; 1922 a 3619 millas) a 19 nudos (35 km/h).
Tal y como estaban construidos, los buques de la clase Gnevny montaban cuatro cañones B-13 de 130 mm en dos pares de monturas individuales superfuego a proa y popa de la superestructura. La defensa antiaérea corría a cargo de un par de cañones 34-K AA de 76,2 mm en monturas individuales y un par de cañones AA 21 K de 45 mm, así como dos ametralladoras AA DK o DShK de 12,7 mm. Así mismo, llevaban seis tubos lanzatorpedos de 533 mm en dos montajes triples giratorios; cada tubo estaba provisto de una recarga. Los buques también podrían transportar un máximo de 60 o 95 minas y 25 cargas de profundidad. Fueron equipados con un juego de hidrófonos Marte para la guerra antisubmarina, aunque eran inútiles a velocidades superiores a tres nudos (5,6 km/h). Los buques estaban equipados con dos paravanes K-1 destinados a destruir minas y un par de lanzadores de cargas de profundidad.

### Modificaciones
Mientras estaba en reparación en julio-septiembre de 1941, el Grozyashchy recibió un par de lanzadores de carga de profundidad BMB-1 y una bobina de desmagnetización. En 1943, el armamento antiaéreo del destructor constaba de tres monturas 34-K, cuatro cañones M1939 (61-K) de 37 mm en monturas individuales, dos monturas de dos cañones proporcionados por la ley de Préstamo y Arriendo, M1921 Browning de 12,7 mm refrigerado por agua y dos monturas individuales para ametralladoras DK. En 1944 se recibieron dos cañones 70-K adicionales. Al final de la guerra, también recibió un sistema ASDIC británico y un radar de alerta temprana de tipo desconocido. Después de la guerra, todas sus armas AA fueron reemplazadas por ocho versiones V-11M refrigeradas por agua del cañón 70-K en monturas gemelas.

## Historial de combate
El Grozyashchy se construyó en el Astillero n.° 190 (Zhdanov) de Leningrado como astillero n.º 513, donde el barco se inició el 18 de junio de 1936 y se botó el 5 de enero de 1937. Después de su botadura, fue remolcado a través del río Neva para ser terminado en el Astillero n.º 189 (Ordzhonikidze) donde se le asignó el número de astillero 301 y se completó el 17 de septiembre de 1939. Asignado a la Flota del Báltico, bombardeó las fortificaciones finlandesas en Utö en el archipiélago Åland el 14 de diciembre de 1939 durante la Guerra de Invierno junto con su buque gemelo el Gnevny, el Grozyashchy también capturó el barco mercante finlandés SS Aiva durante la guerra.
El 22 de junio de 1941, cuando comenzó la invasión alemana de la Unión Soviética, el destructor tenía su base en Ust-Dvinsk (Letonia), como parte de la 1.ª División de Destructores del Destacamento de Fuerzas Ligeras de la flota. Participó en la defensa del golfo de Riga, colocando campos de minas en el estrecho de Irben durante las noches del 24/25 y 26/27 de junio. El día 27, el barco navegó a Kuivastu (Estonia) y luego ayudó a escoltar al crucero Kirov a través del archipiélago de Moonsund hasta Tallin (Estonia), tres días después, cuando los soviéticos evacuaron sus fuerzas del Golfo de Riga. El Grozyashchy participó en un ataque fallido contra un grupo de lanchas de desembarco alemanas frente a la desembocadura del río Daugava el 13 de julio. Después de colocar un campo minado en el golfo de Finlandia el 21 de julio, una mina detonó en uno de sus paravanes. La explosión inundó parte de su doble fondo, el compartimento de control de incendios y la sala de calderas delantera. Con su casco delantero muy dañado, el Grozyashchy se vio obligado a navegar en reversa hacia Tallin. Después de reparaciones temporales, navegó a Kronstadt el 24 de julio para reparaciones que duraron hasta el 2 de septiembre.
El 9 de septiembre, el buque disparó 86 rondas de sus cañones de 130 mm en apoyo de los defensores de la cabeza de puente de Oranienbaum. Los días 10 y 12 de septiembre, el Grozyashchy colocó 54 minas y 90 defensores de minas en la bahía de Luga y áreas cercanas. El último día, sus hélices se dañaron después de chocar contra un arrecife y tuvieron que ir a Kronstadt para su reparación. Los días 22 y 23 de septiembre, el barco fue alcanzado tres veces por bombas alemanas que provocaron un gran incendio que tuvo que apagarse inundando el dique seco en el que se encontraba. El Grozyashchy resultó dañado aún más por las esquirlas de los proyectiles de artillería que detonaron en el muelle el 29 de septiembre. Los efectos acumulativos dañaron su dirección, dejaron fuera de combate su cañón de 130 mm más a popa y dañaron gran parte de su maquinaria, además de matar a siete tripulantes e herir a otros veinte. El 3 de octubre, el barco fue remolcado al Astillero N.º 189 para reparaciones.
Mientras aún estaba en reparación, el Grozyashchy resultó levemente dañado por esquirlas de varios proyectiles el 24 de abril de 1942. Las reparaciones finalmente se completaron el 1 de junio, aunque realizó pruebas en Kronstadt el 13 de julio. El barco regresó a Leningrado el 9 de noviembre y comenzó una nueva reparación el 22 de diciembre. Durante la ofensiva de Leningrado-Novgorod, el Grozyashchy disparó un total de 63 proyectiles de su armamento principal en apoyo de las tropas soviéticas del 14 al 18 de enero de 1944.
Después de la guerra, estaba previsto que el destructor se modernizara el 24 de junio de 1952, pero su estado era tan malo que se canceló el proyecto el 24 de agosto de 1953 y posteriormente fue desguazado.